# Rivière Plamondon
Pour les articles homonymes, voir Plamondon.
La rivière Plamondon est un affluent québécois de la rive ouest de la rivière Harricana, laquelle se déverse sur la rive sud ontarienne de la baie James. La rivière Plamondon est un cours d'eau coulant surtout dans la municipalité de Eeyou Istchee Baie-James, dans la région administrative du Nord-du-Québec, au Québec, au Canada.

## Géographie
Les bassins versants voisins de la rivière Plamondon sont :
- côté nord : rivière Harricana ;
- côté est : ruisseau Kistabiche, ruisseau Kananewesig, rivière Harricana, rivière Gale ;
- côté sud : rivière Octave (rivière Harricana), ruisseau de la Concrétion, rivière Gale ;
- côté ouest : rivière Angle, rivière Wawagosic, rivière Mistaouac.

La rivière Plamondon prend sa source à l'est du lac Plamondon qui se déverse vers l'ouest dans la rivière Wawagosic et à l'ouest du lac Gale qui constitue la tête de la rivière Gale. Cette dernière coule vers le nord-est jusqu'à la rive ouest de la rivière Harricana.
À partir de sa source, la rivière Plamondon coule vers le nord, en parallèle à la rivière Wawagosic (du côté est), en passant à l'ouest d'une montagne isolée. Puis la rivière serpente vers le nord au travers de plusieurs petites zones de marais et en passant à l'est du lac Mistaouac (longueur : 10,3 km) qui constitue le lac de tête de la rivière Mistaouac.
La rivière Plamondon coule surtout vers le nord, en milieu forestier. Son embouchure est située en zones de marais, à l'ouest de Matagami et au nord-est de La Sarre. L'embouchure est situé en amont de la rivière Adam et en aval du portage Kanawakonickiga.

## Toponymie
Le toponyme rivière Plamondon a été officialisé le 5 décembre 1968 à la Commission de toponymie du Québec.